# Partia polityczna

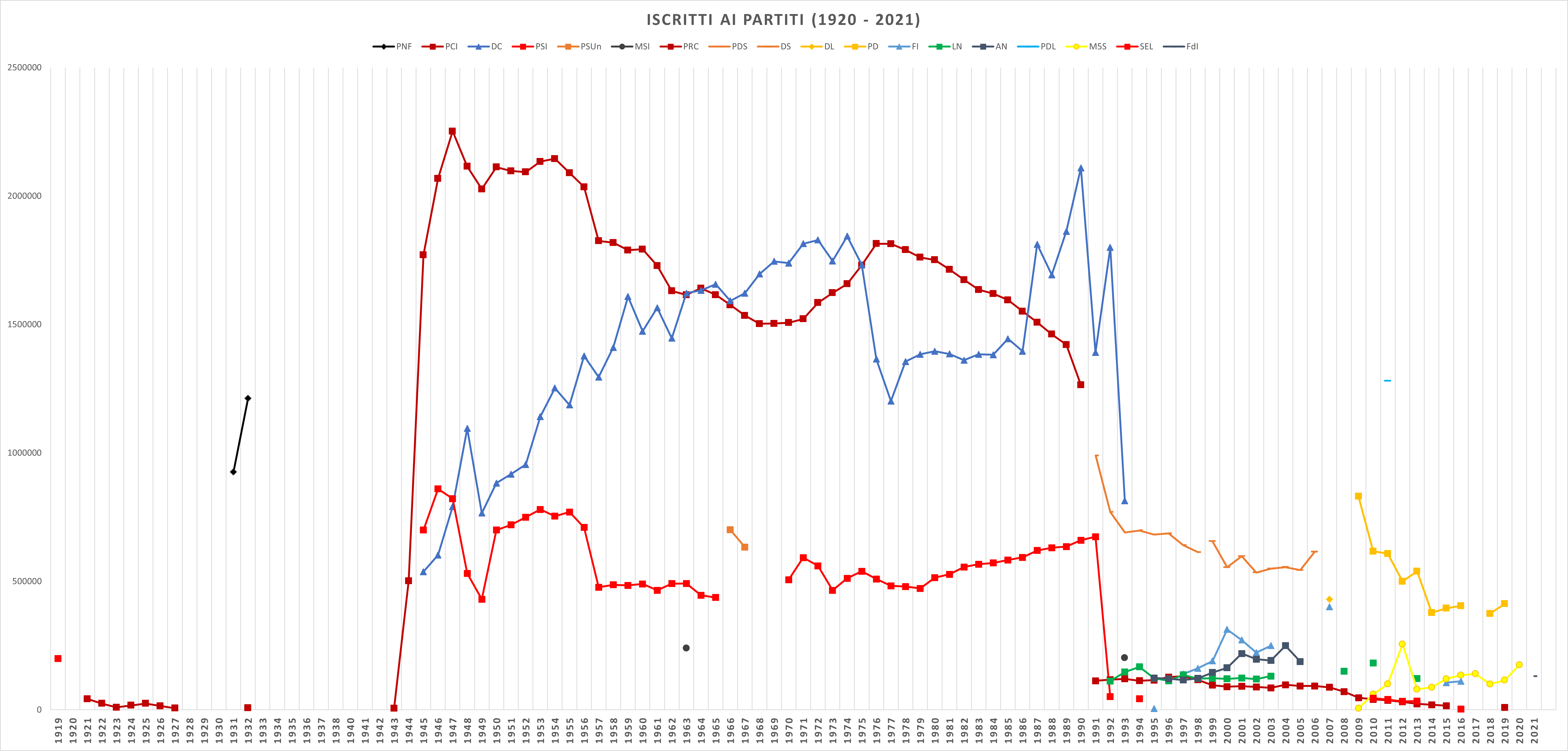
Wykres przedstawia powstawanie i wzrost popularności partii politycznych we Włoszech w latach 1920–2021

Partia polityczna, inaczej stronnictwo („partia” od łac. pars, część) – dobrowolna organizacja społeczna o określonym programie politycznym, mająca na celu jego realizację poprzez zdobycie i sprawowanie władzy lub wywieranie na nią wpływu.
Partie polityczne są organizacjami o charakterze członkowskim (są korporacjami) i dlatego są zaliczane do organizacji społecznych, podobnie jak stowarzyszenia czy związki zawodowe. Jednak partii politycznych nie zalicza się na ogół do organizacji pozarządowych, do których z kolei należą przede wszystkim stowarzyszenia i fundacje. Powodem niewłączania partii politycznych do organizacji pozarządowych jest zbyt bezpośrednie powiązanie tych pierwszych z władzą publiczną: partie są często wręcz organizacjami „rządowymi” (ang. governmental organizations) albo zamierzają takimi zostać.
Współcześnie partie są dobrowolnymi organizacjami zrzeszającymi obywateli świadomych wspólnoty swych interesów i poglądów i skłonnych do zdyscyplinowanego zabiegania o ich realizację przez zdobywanie i sprawowanie władzy państwowej.
Demokratyczne systemy są tym bardziej funkcjonalne, im lepiej partie:
- konsolidują polityków wedle zdolności artykułowania i reprezentowania interesów określonych odłamów społeczeństwa,
- potrafią skutecznie starać się o ich realizację, ukierunkowując zgodnie z demokratycznymi procedurami politykę państwa i międzypaństwowych instytucji,
- są zdolne do kojarzenia rywalizacji o władzę i wpływy w państwie i międzypaństwowych instytucjach, z umiejętnością negocjowania, zawierania kompromisów, współdziałania w kwestiach, w których interesy szerszych odłamów społeczeństwa bądź całego narodu są zgodne.

W systemach autorytarnych funkcje partii są istotnie odmienne i zróżnicowane w zależności od ich stosunku do panującego w danym państwie reżimu:
- funkcje partii legalnych wyznacza właściwa im rola narzędzia arbitralnego panowania nad społeczeństwem pozbawionym realnego wpływu na rządzących,
- funkcje partii kontestujących opresyjny reżim wynikają z wymogów prowadzonej w warunkach nielegalności walki i przygotowania do zmiany systemu i przejęcia władzy.

## Historia
Podział sceny politycznej na świecie jest ściśle związany z rozwojem parlamentaryzmu. Najwcześniej wyraźniejsze podziały zarysowały się we Francji, co miało związek z Wielką Rewolucją Francuską. W tym okresie w świadomości społecznej ukształtowały się tradycyjne podziały na lewicę i prawicę, gdyż we francuskim parlamencie rewolucjoniści zasiadali po lewej stronie, natomiast zwolennicy mniej radykalnych przemian – po prawej. Pierwsze partie powstały natomiast w Wielkiej Brytanii, gdzie w latach 30. XIX wieku jako kontynuacja stronnictwa torysów powstała Partia Konserwatywna oraz wywodząca się od myśli politycznej wigów – Partia Liberalna. Zarówno ich nazwy, jak i programy były odbiciem dwóch głównych wówczas ideologii. W drugiej połowie XIX wieku na europejskiej scenie politycznej pojawiły się nowe ugrupowania – partie socjaldemokratyczne, wyrosłe na bazie ruchów robotniczych i związków zawodowych. Z nich z kolei, na początku XX wieku wyodrębniły się partie głoszące ideologię komunizmu. W odpowiedzi na rozwój ateistycznego w swym charakterze socjalizmu powstała ideologia chrześcijańskiej demokracji, co spowodowało powstanie partii nowego typu. W tym samym okresie zaczęły pojawiać się również partie chłopskie, sytuujące się blisko ugrupowań chadeckich. Za prawicowe zaczęto uznawać partie odwołujące się do doktryny konserwatyzmu i idei liberalizmu (ewoluujące stopniowo w kierunku centrum), za lewicowe natomiast – przede wszystkim socjaldemokratyczne. Kolejnym rodzajem partii, jakie pojawiły się na scenach politycznych różnych państw, były partie nacjonalistyczne, wywodzące swe idee z rewolucjonizmu. Dodatkowo w drugiej połowie XX wieku popularność zaczęły zdobywać nowe ideologie – nowa prawica, nowa lewica (ekologizm i feminizm), co również doprowadziło do powstania kolejnych partii.

## Klasyfikacja partii politycznych
Klasyfikacji wszystkich partii politycznych dokonuje się przeważnie na dwóch płaszczyznach – ze względu na cechy organizacyjne i sposób funkcjonowania oraz ze względów ideologiczno-programowych.

### Podział organizacyjno-funkcyjny
- ze względu na strukturę organizacyjną
  - komitetowe – pełniące rolę komitetu wyborczego (klasyczne przykłady to amerykańskie partie: Demokratyczna i Republikańska; w Polsce zbliżoną strukturę ma Platforma Obywatelska)
  - rozwinięte – z rozwiniętą strukturą organizacyjną (np. niemieckie CDU, polskie PZPR, SLD)
- ze względu na genezę organizacyjną
  - parlamentarno-wyborcze – wyłonione z grupy deputowanych, wokół której tworzą się komitety wyborcze, stopniowo integrujące się w jedną organizację (np. niemiecka FDP, brytyjska Partia Konserwatywna)
  - pozaparlamentarne – powstałe z inicjatywy organizacji, której dotychczasowym celem nie był udział w wyborach (np. niemieckie SPD, Bündnis 90/Die Grünen, polskie PSL)
- ze względu na stopień upartyjnienia kandydatów
  - masowe – skupiające dużą liczbę osób, z której wyłaniają się elity partyjne (częściej spotykana forma wśród partii lewicowych, np. francuska Partia Socjalistyczna)
  - kadrowe – zrzesza niewielki procent swych wyborców (częściej partie centrowe, np. Partia Demokratyczna – demokraci.pl)
- ze względu na typ członkostwa
  - z członkostwem bezpośrednim (np. niemieckie FDP)
  - z członkostwem pośrednim (np. brytyjska Partia Pracy, Austriacka Partia Ludowa)
- ze względu na rozdział kompetencji w strukturze partyjnej
  - scentralizowane – skupiające władzę w strukturach centralnych partii (np. brytyjska Partia Konserwatywna, polskie Prawo i Sprawiedliwość)
  - zdecentralizowane – z szeroką autonomią instancji niższych w podejmowaniu decyzji (np. francuska Partia Socjalistyczna, niemieckie Bündnis 90/Die Grünen)
- ze względu na rodzaj komórki podstawowej
  - zakładowe – z komórką podstawową partii w zakładzie pracy, przedsiębiorstwie (np. radziecka KPZR)
  - terytorialne – z komórką podstawową obejmującą daną jednostkę terytorialną (np. polskie ZChN, PPS)
- ze względu na sposób powoływania władz
  - demokratyczne – z władzą powoływaną i kontrolowaną przez członków (np. niemieckie CSU, FDP)
  - niedemokratyczne – z władzą pochodzącą z mianowania, tzw. zasada wodzostwa (np. NSDAP, radziecka KPZR)
- ze względu na typ kierownictwa partyjnego
  - z kierownictwem jednoosobowym – z rozbudowaną władzą przywódcy (np. NSDAP, radziecka KPZR)
  - z kierownictwem wieloosobowym (kolegialnym) – najwyższą władzę sprawuje kongres, czyli zjazd partyjny (np. polski SLD)
  - parlamentarne – z dominacją frakcji parlamentarnej w kierownictwie partyjnym (np. brytyjska Partia Konserwatywna)
  - pozaparlamentarne – z kierownictwem organu partyjnego, znajdującego się poza parlamentem (np. radziecka KPZR)
- ze względu na cele partii
  - wyborcze – ogniskujące swoją aktywność wokoło wyborów (np. amerykańskie partie: Demokratyczna i Republikańska)
  - społeczności (np. polskie SLD)
  - totalitarne (np. radziecka KPZR, NSDAP)

### Podział ze względów ideologiczno-programowych
Z czasów rewolucji francuskiej pochodzi podział na lewicę i prawicę. Innym tradycyjnym kryterium podziału jest podział partii na konserwatywne oraz liberalne, alternatywnie zwane progresywnymi. Kryterium podziału jest wówczas idea praw jednostki i roli państwa w życiu społecznym i gospodarce.
W Europie partie zwykle dzieli się na obozy zależnie od wyznawanej przez nie ideologii. Podział ten wywodzi się jeszcze z XIX wieku, kiedy między partiami występowały bardzo duże różnice. Współcześnie różnice te objawiają się w większym stopniu w nazwie i w stosowanej retoryce niż w programie. Można zatem mówić o podziale partii według kryterium programowo-ideologicznego. W tym wypadku wobec partii przeważnie używa się następujących określeń: monarchistyczne, konserwatywne, konserwatywno-liberalne, liberalne, libertariańskie, liberalno-demokratyczne, socjalliberalne, chrześcijańsko-demokratyczne, chłopskie, chrześcijańsko-narodowe, narodowe, nacjonalistyczne, protestu, faszystowskie, robotnicze, socjaldemokratyczne, zielonych, feministyczne, socjalistyczne, komunistyczne. Osobny rodzaj partii stanowią partie regionalne. Warto też dodać, że w historii występowały partie, których identyfikacja z danym nurtem ideologicznym nie może być jednoznaczna, np. tzw. partia gaullistowska, czyli Rassemblement du Peuple Français (RPF) i Bezpartyjny Blok Współpracy z Rządem.
Istnieją też alternatywne podziały:
- na partie populistyczne i merytoryczne;
- ze względu na charakter programu: partie patronażu, partie interesu i partie światopoglądowe;
- specyficzne dla danego kraju, np. w Polsce: ugrupowania postsolidarnościowe i ugrupowania postkomunistyczne;
- tak zwany podział dwuosiowy. W tym wypadku jedna z osi oznacza poglądy gospodarcze (socjalizm – leseferyzm), druga natomiast światopogląd (konserwatyzm – liberalizm).

W praktyce okazuje się jednak, że jednoznaczna klasyfikacja partii jest niezwykle trudna i często pozostaje niejednoznaczna. Dzieje się tak, gdyż oprócz kwestii gospodarczych i światopoglądowych partie powinny uwzględniać w swych programach także poglądy na nowe problemy i zagadnienia ściśle związane z danym krajem i jego sytuacją geopolityczną. Są to takie kwestie jak np. stosunek do imigrantów, stosunek do Unii Europejskiej, w tym do przyjęcia euro, w przypadku państw byłego Bloku Wschodniego jest to także podejście do lustracji i dekomunizacji, a np. w Hiszpanii osobny problem stanowi działalność ETA i baskijskie dążenia do niepodległości.

## Partie polityczne w Polsce

### Sytuacja prawna
Sytuację prawną partii politycznych w Polsce reguluje Konstytucja Rzeczypospolitej Polskiej i Ustawa z dnia 27 czerwca 1997 r. o partiach politycznych. Ustawa definiuje partię polityczną jako:
dobrowolną organizację, występującą pod określoną nazwą, stawiającą sobie za cel udział w życiu publicznym poprzez wywieranie metodami demokratycznymi wpływu na kształtowanie polityki państwa lub sprawowanie władzy publicznej.
Art. 13 Konstytucji RP zakazuje istnienia partii odwołujących się w swoich programach do totalitarnych metod i praktyk działania nazizmu, faszyzmu i komunizmu, a także tych, których program lub działalność zakłada lub dopuszcza nienawiść rasową i narodowościową, stosowanie przemocy w celu zdobycia władzy lub wpływu na politykę państwa albo przewiduje utajnienie struktur lub członkostwa.
Partia polityczna może korzystać z praw wynikających z ustaw dopiero po uzyskaniu wpisu do ewidencji partii politycznych prowadzonej przez Sąd Okręgowy w Warszawie. Wniosek o wpisanie partii do ewidencji musi być poparty przez co najmniej 1000 obywateli polskich, którzy ukończyli 18 lat i mają pełną zdolność do czynności prawnych. Wpis do ewidencji wiąże się z nabyciem osobowości prawnej.
Kontrolę działalności i celów partii politycznych sprawuje Trybunał Konstytucyjny.

### Finansowanie partii w Polsce
Źródła finansowania partii politycznych w Polsce są jawne. Majątek partii powstaje ze składek członkowskich, darowizn, spadków, zapisów, z dochodów z majątku oraz z dotacji i subwencji państwowych. Partia nie może prowadzić działalności gospodarczej, jednak za takową nie uważa się sprzedaży przez partię publikacji z nią związanych i przedmiotów ją symbolizujących.
Od 2001 r. głównym źródłem finansowania partii są subwencje oraz dotacje z budżetu państwa. Subwencje mogą otrzymywać partie, które w ostatnich wyborach do Sejmu przekroczyły próg 3% (jeśli samodzielnie tworzyły komitet wyborczy) lub 6% głosów (jeśli wchodziły w skład koalicyjnego komitetu wyborczego). Dotacje otrzymują partie za każde miejsce zdobyte w Sejmie lub Senacie.
Zasady finansowania partii politycznych znajdują się w:
1. Ustawie z dnia 27 czerwca 1997 r. o partiach politycznych (Dz.U. z 2022 r. poz. 372)
2. Ustawie z dnia 5 stycznia 2011 r. – Kodeks wyborczy (Dz.U. z 2022 r. poz. 1277).

## Dodatkowe informacje
- Pod względem liczby członków największą na świecie partią polityczną jest Komunistyczna Partia Chin, posiadająca ponad 88 milionów członków. Ta liczba wydaje się duża, jednakże stanowi jedynie 6–7% ogólnej liczby mieszkańców Chin.
- Najstarszą funkcjonującą partią polityczną na świecie jest Partia Demokratyczna, która powstała w 1828 roku.
- Niekiedy tworzone są partie będące satyrą polityczną, np.:
  - Kanadyjska Partia Nosorożców
  - Polska Partia Przyjaciół Piwa.